# Пуковац
Пуковац је насеље у општини Дољевац, у Нишавском округу, у Србији. Према попису из 2022. било је 3.325 становника (према попису из 1991. било је 4.215 становника).
Иако је Пуковац са 3.956 становника значајно бројнији, Дољевац је са 1.625 становника седиште општине. Поред тога пијачни дан ("пазарни дан") у Пуковцу је много посећенији него што је то пијачни дан у Дољевцу.
Пуковац се налази недалеко од Јужне Мораве, Топлице и Пусте Реке.
Овде се налазе Основна школа Вук Караџић Пуковац и ФК Пуковац.

## Положај села
Пуковац је подигнут у алувијалној равни коју је, после повлачења Лесковачког мора на север, измоделирала Јужна Морава. Пуста Река је ту раван усекла своје корито када се Јужна Морава почела смањивати и под притиском својих левих притока Ветернице, Јабланице и Пусте Реке, почела прибијати све више уз дивујалну терасу, која сада чини њену десну или источну обалу. Пуковац се сматра да је моравско а не пусторечким селом, као што нису јабланичка села Винарце, Залужње, Прибој, Живково (Дупљане) и Печењевце, иако се сва ова села налазе на левој обали Јабланице а Печењевце на десној страни исте реке. Пуковац је највеће село у области Лесковачко Поље и Бабичка Гора.

## Тип села
Као и сва друга села која се налазе у долини Јужне Мораве и само село Пуковац припада збијеном типу села. Само село налази се на једном месту, на једној гомили, јер пространо поље које га окружује дало је могућнсот ширења села у свим правцима без неког осетног умањења земљишног фонда нужног за обрађивање и живот како самог села Пуковца тако и суседних села.

## Демографија
У насељу Пуковац живи 3078 пунолетних становника, а просечна старост становништва износи 42,0 година (41,1 код мушкараца и 42,9 код жена). У насељу има 998 домаћинства, а просечан број чланова по домаћинству је 3,33.
Ово насеље је великим делом насељено Србима (према попису из 2002. године).
|  |

| Демографија | Демографија | Демографија |
| Година      | Становника  | Становника  |
| ----------- | ----------- | ----------- |
| 1948.       | 3.404       |             |
| 1953.       | 3.694       |             |
| 1961.       | 3.908       |             |
| 1971.       | 4.065       |             |
| 1981.       | 4.186       |             |
| 1991.       | 4.215       | 4.054       |
| 2002.       | 3.956       | 4.085       |
| 2011.       | 3.864       |             |
| 2022.       | 3.325       |             |

| Етнички састав према попису из 2002.‍ | Етнички састав према попису из 2002.‍ | Етнички састав према попису из 2002.‍ | Етнички састав према попису из 2002.‍ | Етнички састав према попису из 2002.‍ |
| ------------------------------------ | ------------------------------------ | ------------------------------------ | ------------------------------------ | ------------------------------------ |
|                                      |                                      |                                      |                                      |                                      |
| Срби                                 | Срби                                 |                                      | 3.627                                | 91,68%                               |
| Роми                                 | Роми                                 |                                      | 294                                  | 7,43%                                |
| Горанци                              | Горанци                              |                                      | 8                                    | 0,20%                                |
| Македонци                            | Македонци                            |                                      | 4                                    | 0,10%                                |
| Црногорци                            | Црногорци                            |                                      | 1                                    | 0,02%                                |
| Хрвати                               | Хрвати                               |                                      | 1                                    | 0,02%                                |
| Словенци                             | Словенци                             |                                      | 1                                    | 0,02%                                |
| Мађари                               | Мађари                               |                                      | 1                                    | 0,02%                                |
| Бугари                               | Бугари                               |                                      | 1                                    | 0,02%                                |
| непознато                            | непознато                            |                                      | 10                                   | 0,25%                                |

| Година пописа     | 1948. | 1953. | 1961. | 1971. | 1981. | 1991. | 2002. |
| ----------------- | ----- | ----- | ----- | ----- | ----- | ----- | ----- |
| Број домаћинстава | 538   | 625   | 802   | 949   | 1.012 | 1.030 | 1.003 |

| Број чланова      | 1  | 2   | 3   | 4   | 5   | 6   | 7  | 8  | 9  | 10 и више | Просек |
| ----------------- | -- | --- | --- | --- | --- | --- | -- | -- | -- | --------- | ------ |
| Број домаћинстава | 97 | 188 | 145 | 188 | 154 | 157 | 39 | 17 | 10 | 8         | 3,94   |

| Пол    | Укупно | Неожењен/Неудата | Ожењен/Удата | Удовац/Удовица | Разведен/Разведена | Непознато |
| ------ | ------ | ---------------- | ------------ | -------------- | ------------------ | --------- |
| Мушки  | 1.646  | 390              | 1.120        | 92             | 38                 | 6         |
| Женски | 1.587  | 194              | 1.139        | 222            | 27                 | 5         |
| УКУПНО | 3.233  | 584              | 2.259        | 314            | 65                 | 11        |

| Пол    | Укупно                    | Пољопривреда, лов и шумарство | Рибарство                            | Вађење руде и камена | Прерађивачка индустрија       |
| ------ | ------------------------- | ----------------------------- | ------------------------------------ | -------------------- | ----------------------------- |
| Мушки  | 691                       | 132                           | 0                                    | 15                   | 186                           |
| Женски | 252                       | 100                           | 0                                    | 1                    | 29                            |
| УКУПНО | 943                       | 232                           | 0                                    | 16                   | 215                           |
| Пол    | Производња и снабдевање   | Грађевинарство                | Трговина                             | Хотели и ресторани   | Саобраћај, складиштење и везе |
| Мушки  | 10                        | 126                           | 80                                   | 8                    | 51                            |
| Женски | 1                         | 6                             | 52                                   | 2                    | 4                             |
| УКУПНО | 11                        | 132                           | 132                                  | 10                   | 55                            |
| Пол    | Финансијско посредовање   | Некретнине                    | Државна управа и одбрана             | Образовање           | Здравствени и социјални рад   |
| Мушки  | 0                         | 8                             | 25                                   | 15                   | 17                            |
| Женски | 1                         | 2                             | 3                                    | 13                   | 33                            |
| УКУПНО | 1                         | 10                            | 28                                   | 28                   | 50                            |
| Пол    | Остале услужне активности | Приватна домаћинства          | Екстериторијалне организације и тела | Непознато            | Непознато                     |
| Мушки  | 7                         | 0                             | 0                                    | 11                   | 11                            |
| Женски | 2                         | 0                             | 0                                    | 3                    | 3                             |
| УКУПНО | 9                         | 0                             | 0                                    | 14                   | 14                            |